# Samper de Calanda
Samper de Calanda – gmina w Hiszpanii, w prowincji Teruel, w Aragonii, o powierzchni 142,8 km². W 2011 roku gmina liczyła 884 mieszkańców.